# Спасское (Рузаевский район)
Спасское — село в составе  Русско-Баймаковского сельского поселения Рузаевского района Республики Мордовия.

## География
Находится на расстоянии примерно 12 км на запад от районного центра города Рузаевка.

## История
Известно с 1869 году как владельческое село Инсарского уезда из 35 дворов.

## Население
Постоянное население составляло 28 человека (русские 78%) в 2002 году, 22 и в 2010 году .